# Gle Meuh (berg i Indonesien, lat 5,54, long 95,56)
Gle Meuh är ett berg i Indonesien.   Det ligger i provinsen Aceh, i den västra delen av landet, 1 800 km nordväst om huvudstaden Jakarta. Toppen på Gle Meuh är 448 meter över havet, eller 203 meter över den omgivande terrängen. Bredden vid basen är 6,3 km.
Terrängen runt Gle Meuh är huvudsakligen lite kuperad.Runt Gle Meuh är det ganska glesbefolkat, med 34 invånare per kvadratkilometer. I omgivningarna runt Gle Meuh växer i huvudsak städsegrön lövskog.